# Pandanus daymanensis
Pandanus daymanensis är en enhjärtbladig växtart som beskrevs av Harold St.John. Pandanus daymanensis ingår i släktet Pandanus och familjen Pandanaceae.
Artens utbredningsområde är Papua Nya Guinea. Inga underarter finns listade.